# Il libro Cuore/L'isola dei Robinson
Il libro Cuore/L'isola dei Robinson è un singolo del gruppo I Cavalieri del Re, pubblicato nel 1982.

## Descrizione
Il libro Cuore è un brano musicale del 1982 cantato da I Cavalieri del Re, inciso come sigla della serie Cuore.
La sigla è particolarmente malinconica ed evocativa, con un intro di pianoforte ed un sottofondo di bambini che schiamazzano.
Il settimanale Topolino bandì un concorso a premi in cui erano messi in palio cento dischi della sigla con copertina leggermente differente nella grafica e dal titolo Cuore.
Sul lato B è incisa L'isola dei Robinson, sigla della serie giapponese Flo, la piccola Robinson, andato in onda sulle reti Fininvest.
La melodia del brano è influenzata dalla musica popolare irlandese, in uno stile vagamente country, dove compaiono assoli di violino, effetti sonori e intrecci vocali.